# نیروگاه سورگوت ۱

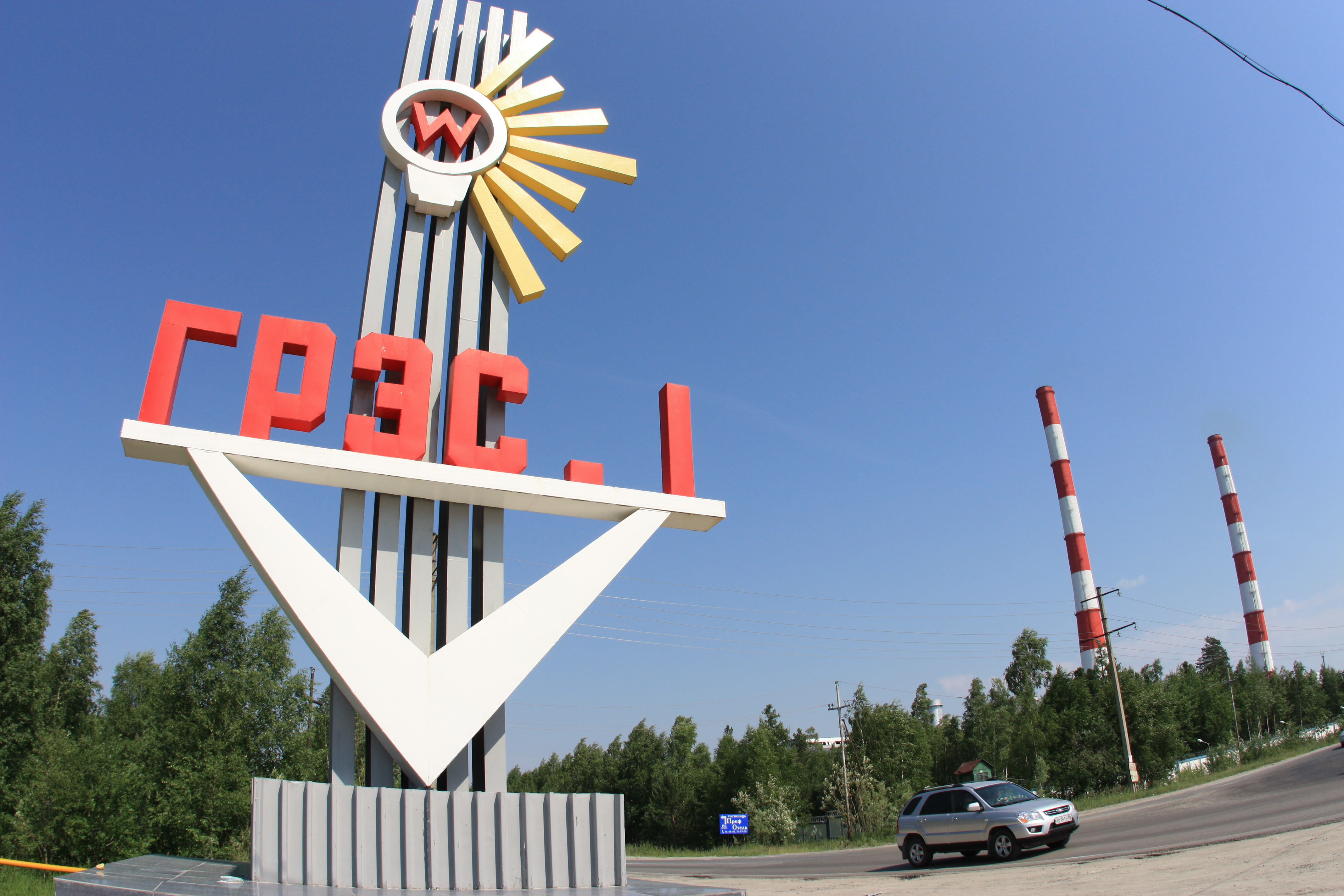
تصویری از نیروگاه سورگوت 1 در روسیه

نیروگاه سورگوت ۲ (به روسی: Сургутская ГРЭС-1) (روسیه، در ناحیه خودگردان خانتی-مانسی در شهر سورگوت، تأسیس فوریه ۱۹۷۲)، یکی از نیروگاه‌های کشور روسیه و چهارمین نیروگاه نفت‌سوز جهان از نوع حرارتی با ظرفیت تولید ۳۲۶۸ مگاوات است.
این نیروگاه شامل ۱۳ واحد ۲۱۰ مگاواتی، ۲ واحد ۱۸۰ مگاواتی، ۱ واحد ۱۷۸ مگاواتی و ۱ واحد ۱۲ مگاواتی است.
در ۲۸ ژوئن ۲۰۱۱، انفجار گاز در نیروگاه رخ داد که دست‌کم ۱۲ نفر مجروح شدند.